# دهه ۱۵۹۰ (پیش از میلاد)
دهه ۱۵۹۰ (پیش از میلاد) صد و پنجاه و نهمین دهه قبل از مبدا شروع تقویم میلادی است.